# 幽默曲 (德沃夏克)
《幽默曲》（作品101，B.187），是捷克作曲家安东宁·德沃夏克（Antonín Dvořák）为钢琴独奏而在1894年夏季創作的曲集。美國音乐评论家大卫·赫维茨（David Hurwitz）写道“第七首幽默曲可能是续贝多芬所创作的《致愛麗絲》之后最著名的小型乐曲"